# Acrididea
Acrididea es un infraorden de insectos que describen los saltamontes, las langostas y los saltamontes terrestres. Contiene una gran mayoría de especies en el suborden Caelifera y también se puede usar el taxón Acridomorpha, un grupo de superfamilias que excluye a la superfamilia Tetrigoidea.

## Superfamilias
Las siguientes superfamilias pertenecen al infraorden Acrididea:
- Grupo de superfamilias Acridomorpha
  - superfamilia Acridoidea MacLeay, 1821
  - superfamilia Eumastacoidea Burr, 1899
  - superfamilia †Locustopsoidea Handlirsch, 1906
  - superfamilia Pneumoroidea Thunberg, 1810
  - superfamilia Proscopioidea Serville, 1838
  - superfamilia Pyrgomorphoidea Brunner von Wattenwyl, 1874
  - superfamilia Tanaoceroidea Rehn, 1948
  - superfamilia Trigonopterygoidea Walker, 1870
- superfamilia Tetrigoidea Rambur, 1838